# Moshe Idel

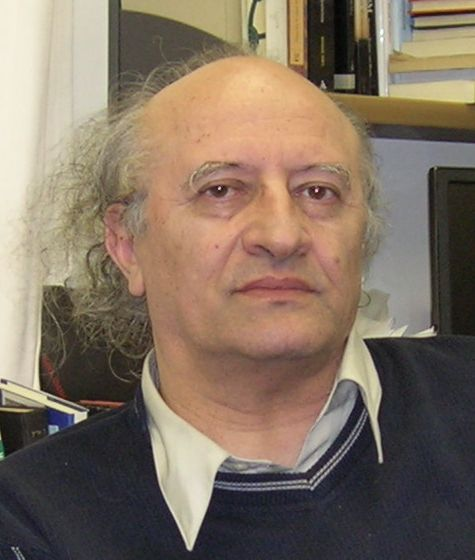
Moshe Idel, 2008

Moshe Idel (* 19. Januar 1947 in Târgu Neamț, Rumänien) ist ein israelischer Historiker und Philosoph mit den Arbeitsschwerpunkten Jüdische Geisteswelt und Kabbala. Er ist emeritierter Professor an der Hebräischen Universität Jerusalem.

## Leben
Idel  übersiedelte 1963 nach Israel und lehrte von 1975 bis 2009 an der Hebräischen Universität Jerusalem. Idel hatte Gastprofessuren unter anderem an der UCLA, Yale University, Harvard University, Princeton University, an der University of Pennsylvania und am Collège de France inne.
1999 erhielt Idel den Israel-Preis, der EMET-Preis wurde ihm 2002 verliehen, seit 2006 ist er Mitglied der Israelischen Akademie der Wissenschaften. Im akademischen Jahr 2009/2010 lehrte er am neu gegründeten Tikvah Center for Law & Jewish Civilization der New York University.

## Schriften (Auswahl)
Als Verfasser
- Kabbalah. New Perspectives. Yale University Press, New Haven CT u. a. 1988, ISBN 0-300-03860-7.
- The mystical experience in Abraham Abulafia. State University of New York Press, Albany NY 1988, ISBN 0-88706-552-X (deutsch: Abraham Abulafia und die mystische Erfahrung. Ins Deutsche übertragen von Eva-Maria Thimme. Jüdischer Verlag im Suhrkamp Verlag, Frankfurt am Main 1994, ISBN 3-633-54089-X).
- Golem. Jewish magical and mystical traditions on the artificial anthropoid. State University of New York Press, Albany NY 1990, ISBN 0-7914-0160-X (deutsch: Der Golem. Jüdische magische und mystische Traditionen des künstlichen Anthropoiden. Aus dem Englischen von Christian Wiese. Jüdischer Verlag im Suhrkamp Verlag, Frankfurt am Main 2007, ISBN 978-3-633-54225-3).
- Hasidism. Between Ecstasy and Magic. State University of New York Press, Albany NY 1995, ISBN 0-7914-1734-4.
- Absorbing Perfections. Kabbalah and Interpretation. Vorwort von Harold Bloom. Yale University Press, New Haven CT u. a. 2002, ISBN 0-300-08379-3.
- Ascensions on high in Jewish mysticism. Pillars, lines, ladders (= Pasts Incorporated. 2). Central European University Press, Budapest u. a. 2005, ISBN 963-7326-02-2.
- Enchanted chains. Techniques and rituals in Jewish mysticism (= Sources and Studies in the Literature of Jewish Mysticism. 16). Cherub Press, Los Angeles CA 2005, ISBN 0-9747505-4-9.
- Kabbalah and eros. Yale University Press, New Haven CT u. a. 2005, ISBN 0-300-10832-X (deutsch: Kabbala und Eros. Aus dem Englischen übersetzt von Elke Morlok. Verlag der Weltreligionen, Frankfurt am Main u. a. 2009, ISBN 978-3-458-71020-2).
- Ben: Sonship and Jewish Mysticism (= The Kogod Library of Judaic Studies. 5). Continuum, London u. a. 2007, ISBN 978-0-8264-9665-2.
- Old worlds, new mirrors. On Jewish mysticism and twentieth-century thought. University of Pennsylvania Press, Philadelphia PA 2009, ISBN 978-0-8122-4130-3 (deutsch: Alte Welten, neue Bilder. Jüdische Mystik und die Gedankenwelt des 20. Jahrhunderts. Aus dem Englischen von Eva-Maria Thimme. Jüdischer Verlag im Suhrkamp Verlag, Berlin 2012, ISBN 978-3-633-54259-8).
- Vocal Rites and Broken Theologies. Cleaving to Vocables in R. Israel Ba’al Shem Tov’s Mysticism. Herder & Herder, New York NY 2020, ISBN 978-0-8245-5025-7.

Als Herausgeber
- mit Anthony Grafton: Der Magus. Seine Ursprünge und seine Geschichte in verschiedenen Kulturen. Akademie Verlag, Berlin 2001, ISBN 3-05-003560-9.

Vorwort
- Joshua Trachtenberg: Jewish magic and superstition. A study in folk religion. University of Pennsylvania Press, Philadelphia PA 2004, ISBN 0-8122-1862-0.
- Andrei Oișteanu: Inventing the Jew. Antisemitic stereotypes in Romanian and other Central East-European cultures. University of Nebraska Press, Lincoln 2009, ISBN 978-0-8032-2098-0.

## Sekundärliteratur
- ערך והוסיף הערות דניאל אברמס: רשימת הכתבים של פרופסור משה אידל .הוצאה מיוחדת במלאת לו חמישים שנה = Daniel Abrams (Hrsg.): Bibliography of the writings of Professor Moshe Idel. A special volume issued on the occasion of his fiftieth birthday. Cherub Press, Los Angeles CA 5757 (= 1997), ISBN 0-9640972-5-7.

## Nachweise
1. ↑  http://sites.huji.ac.il/htbin/people/newsegele/179989 abgerufen am 6. Dezember 2009.
2. ↑  http://en.emetprize.org/laureates/humanities/jewish-philosophy/prof-moshe-idel/ abgerufen am 14. November 2017.
3. ↑  http://www.nyutikvah.org/fellows/moshe_idel.html abgerufen am 6. Dezember 2009.

| Personendaten    | Personendaten                                          |
| ---------------- | ------------------------------------------------------ |
| NAME             | Idel, Moshe                                            |
| KURZBESCHREIBUNG | israelischer Historiker, Philosoph und Hochschullehrer |
| GEBURTSDATUM     | 19. Januar 1947                                        |
| GEBURTSORT       | Târgu Neamț, Rumänien                                  |